# Arsenal Football Club 1970-1971
Questa voce raccoglie le informazioni riguardanti l'Arsenal Football Club nelle competizioni ufficiali della stagione 1970-1971.

## Stagione
Nel corso del campionato l'Arsenal divenne l'unica squadra in grado di ostacolare la fuga del Leeds Utd, arrivando a piazzare il sorpasso in seguito a una serie di pareggi e sconfitte incassati dai rivali nel mese di aprile. Sebbene sconfitti nello scontro diretto, vincendo alcuni incontri precedentemente posposti (fra cui il derby contro il Tottenham) i Gunners poterono, a distanza di diciotto anni, ottenere il titolo nazionale e completare un double grazie alla vittoria, avvenuta in aprile, della FA Cup.
Eliminato al terzo turno di Coppa di Lega dal Crystal Palace, in Coppa delle Fiere l'Arsenal difese il titolo vinto nella stagione precedente sino alle semifinali, dove venne eliminata dal Colonia a causa della regola dei gol fuori casa.

## Maglie e sponsor
Venne introdotta una nuova terza divisa, di colore blu scuro.
| Casa | Trasferta | Terza |

## Rosa
| N. |                             | Ruolo | Calciatore            |
| -- | --------------------------- | ----- | --------------------- |
|    | Inghilterra (bandiera)      | P     | Geoff Barnett         |
|    | Scozia (bandiera)           | P     | Bob Wilson            |
|    | Scozia (bandiera)           | D     | Frank McLintock       |
|    | Inghilterra (bandiera)      | D     | Bob McNab             |
|    | Irlanda del Nord (bandiera) | D     | Sammy Nelson          |
|    | Irlanda del Nord (bandiera) | D     | Pat Rice              |
|    | Galles (bandiera)           | D     | John Griffith Roberts |
|    | Inghilterra (bandiera)      | D     | Peter Simpson         |
|    | Inghilterra (bandiera)      | D     | Peter Storey          |

| N. |                        | Ruolo | Calciatore       |
| -- | ---------------------- | ----- | ---------------- |
|    | Inghilterra (bandiera) | C     | George Armstrong |
|    | Scozia (bandiera)      | C     | George Graham    |
|    | Scozia (bandiera)      | C     | Eddie Kelly      |
|    | Inghilterra (bandiera) | C     | John Sammels     |
|    | Inghilterra (bandiera) | A     | Charlie George   |
|    | Inghilterra (bandiera) | A     | Ray Kennedy      |
|    | Scozia (bandiera)      | A     | Peter Marinello  |
|    | Inghilterra (bandiera) | A     | John Radford     |

## Risultati

### FA Cup
| 6 gennaio 1971 Terzo turno | Yeovil Town | 0 – 3 | Arsenal |  |

| 23 gennaio 1971 Quarto turno | Portsmouth | 1 – 1 | Arsenal |  |

| 1º febbraio 1971 Quarto turno - Replay | Arsenal | 3 – 2 | Portsmouth |  |

| Birmingham 13 febbraio 1971 Quarti di finale | Manchester City | 1 – 2 | Arsenal | Villa Park |

| Sheffield 27 marzo 1971, ore 15:00 UTC+0 Semifinale | Arsenal            | 2 – 2 | Stoke City | Hillsborough\| Arbitro: \| Partridge (Durham) \| |
| Arbitro:                                            | Partridge (Durham) |       |            |                                                  |

| Birmingham 31 marzo 1971, ore 19:45 UTC+0 Semifinale - Replay | Arsenal            | 2 – 0 | Stoke City | Villa Park (62 500 spett.)\| Arbitro: \| Partridge (Durham) \| |
| Arbitro:                                                      | Partridge (Durham) |       |            |                                                                |

| Arbitro: | Burtenshaw |

|                        |           |              |
| Kelly 101’ George 110’ | Marcatori | 92’ Heighway |

### Coppa delle Fiere
| Arbitro: | Schulenberg |

|                           |           |                  |
| Chinaglia 85’, 89’ (rig.) | Marcatori | 52’, 56’ Radford |

| Arbitro: | Glöckner |

|                           |           |  |
| Radford 11’ Armstrong 73’ | Marcatori |  |

| Arbitro: | Smejkal |

|           |           |  |
| Zamut 48’ | Marcatori |  |

| Arbitro: | Boosten |

|                              |           |  |
| Kennedy 9’ Storey 90’ (rig.) | Marcatori |  |

| Arbitro: | Kamber |

|                                         |           |  |
| Graham 10’ Kennedy 29’, 77’ Sammels 54’ | Marcatori |  |

| Anversa 16 dicembre 1970 Ottavi di finale - Ritorno | KSK Beveren | 0 – 0 referto | Arsenal | Stadio Olimpico (9 000 spett.)\| Arbitro: \| Hennig \| |
| Arbitro:                                            | Hennig      |               |         |                                                        |

| Arbitro: | Zsolt |

|                          |           |             |
| McLintock 24’ Storey 69’ | Marcatori | 44’ Thielen |

| Arbitro: | Petrea |

|                  |           |  |
| Biskup 4’ (rig.) | Marcatori |  |